# Xscape
| Совокупная оценка         | Совокупная оценка |
| Источник                  | Оценка            |
| ------------------------- | ----------------- |
| Metacritic                | 66/100            |
| Оценки критиков           |                   |
| Источник                  | Оценка            |
| AllMusic                  | [ 1 ]             |
| Consequence of Sound      | C                 |
| Entertainment Weekly      | B                 |
| The Guardian              | [ 4 ]             |
| The Independent           | [ 5 ]             |
| Los Angeles Times         | [ 6 ]             |
| Rolling Stone             | [ 7 ]             |
| Slant Magazine            | [ 8 ]             |
| The Sydney Morning Herald | [ 9 ]             |

Xscape — второй посмертный сборник-альбом Майкла Джексона выпущенный 13 мая 2014 года. 1 апреля Xscape стал доступен для предзаказа на iTunes и Amazon.

## Об альбоме
В пластинку под названием Xscape вошли восемь ранее неизданных песен музыканта, которые продюсеры звукозаписывающей компании Epic Records отобрали из архива записей Майкла Джексона.
Над новым альбомом певца работали несколько именитых продюсеров: исполнительный директор звукозаписывающего лейбла Epic Records Эл Эй Рейд, Тимбалэнд, а также Родни Джеркинс — продюсер последнего прижизненного студийного альбома Джексона Invincible, принимавший участие в создании песни «Xscape», титульного трека новой пластинки.
Альбом поступил в продажу в двух вариантах. В обычную версию вошли песни в современной переработке продюсеров, в делюкс-издании их дополнили оригинальные демоверсии и два видеоролика. Для продвижения Xscape распорядители наследием Майкла Джексона заключили контракт с производителем смартфонов Sony Xperia Z2. 13 мая, в день релиза альбома, треки с пластинки станут бесплатно доступны владельцам новых мобильных устройств.
2 мая 2014 года на церемонии вручения наград «IHeartRadio Music Awards» состоялась премьера первого сингла из альбома. Им стала «Love Never Felt So Good», оригинальная демоверсия которой была записана Джексоном в 1980 году. Для церемонии был подготовлен хореографический номер-трибьют Майклу Джексону с участием певца Ашера. Песня получила доброжелательные отзывы от музыкальных критиков. Рецензенты Rolling Stone оценили трек положительно, хотя и отметили, что он не стоит на одном уровне с лучшими работами Джексона. В Los Angeles Times «Love Never Felt So Good» назвали золотым образцом диско-соула и написали, что песня с её «плавающими клавишными и искромётными ударными» могла легко попасть на прижизненные альбомы Джексона: Off The Wall или Thriller.
Xscape стал вторым посмертным альбомом певца (после вышедшей в 2010 году пластинки Michael).

## Список композиций
| №                   | Название                              | Автор(ы)                                                              | Продюсер(ы)                                                                   | Длительность |
| ------------------- | ------------------------------------- | --------------------------------------------------------------------- | ----------------------------------------------------------------------------- | ------------ |
| 1.                  | «Love Never Felt So Good»             | Майкл Джексон, Пол Анка                                               | Jackson, John McClain, Giorgio Tuinfort, Anka                                 | 3:54         |
| 2.                  | «Chicago»                             | Кори Руни                                                             | Timbaland, Jerome "J-Roc" Harmon*, Jackson**, Rooney**                        | 4:05         |
| 3.                  | «Loving You»                          | Джексон                                                               | Timbaland, Harmon*, Jackson**                                                 | 3:15         |
| 4.                  | «A Place with No Name»                | Джексон, Девей Баннел, Dr. Freeze                                     | Stargate, Jackson**, Dr. Freeze**                                             | 5:35         |
| 5.                  | «Slave to the Rhythm»                 | Эл Эй Рейд, Бэбифейс, Дерил Симмонс, Кевин Робертсон                  | Timbaland, Harmon*, Reid**, Babyface**                                        | 4:15         |
| 6.                  | «Do You Know Where Your Children Are» | Джексон                                                               | Timbaland, Harmon*, Jackson**                                                 | 4:36         |
| 7.                  | «Blue Gangsta»                        | Джексон, Dr. Freeze                                                   | King Solomon Logan, Daniel Jones, Timbaland, Harmon*, Jackson**, Dr. Freeze** | 4:14         |
| 8.                  | «Xscape»                              | Джексон, Родни "Darkchild" Джеркинс, Фред Джеркинс III, Лэшой Дэниэле | Darkchild, Jackson**                                                          | 4:04         |
| Общая длительность: | Общая длительность:                   | Общая длительность:                                                   | Общая длительность:                                                           | 34:25        |

| №                   | Название                                                      | Автор(ы)                                 | Продюсер(ы)                           | Длительность |
| ------------------- | ------------------------------------------------------------- | ---------------------------------------- | ------------------------------------- | ------------ |
| 9.                  | «Love Never Felt So Good» (original version 1980)             | Джексон, Анка                            | Jackson, Anka                         | 3:19         |
| 10.                 | «Chicago» (original version 1999)                             | Руни                                     | Jackson, Rooney                       | 4:43         |
| 11.                 | «Loving You» (original version 1985)                          | Джексон                                  | Jackson                               | 3:02         |
| 12.                 | «A Place with No Name» (original version 1998)                | Джексон, Баннел, Dr. Freeze              | Jackson, Dr. Freeze                   | 4:55         |
| 13.                 | «Slave to the Rhythm» (original version 1990)                 | Рейд, Бэбифейс, Симмонс, Робертсон       | Reid, Babyface                        | 4:35         |
| 14.                 | «Do You Know Where Your Children Are» (original version 1984) | Джексон                                  | Jackson                               | 4:39         |
| 15.                 | «Blue Gangsta» (original version 1998)                        | Джексон, Dr. Freeze                      | Jackson, Dr. Freeze                   | 4:16         |
| 16.                 | «Xscape» (original version 1999)                              | Джексон, Джеркинс, Джеркинс III, Дэниэле | Jackson, Darkchild                    | 5:44         |
| 17.                 | «Love Never Felt So Good» (с Джастином Тимберлейком)          | Джексон, Анка                            | Timbaland, Harmon*, Jackson**, Anka** | 4:05         |
| Общая длительность: | Общая длительность:                                           | Общая длительность:                      | Общая длительность:                   | 73:43        |

| №                   | Название                      | Длительность |
| ------------------- | ----------------------------- | ------------ |
| 1.                  | «Xscape Documentary»          | 23:18        |
| 2.                  | «Xscape Documentary Outtakes» | 2:39         |
| Общая длительность: | Общая длительность:           | 25:57        |

(*) — сопродюсер
(**) — вокальный продюсер

## История релиза
| Регион         | Дата         | Лейбл             | Формат                   |
| -------------- | ------------ | ----------------- | ------------------------ |
| Германия       | 9 мая 2014   | Sony Music        | CD, Цифровая дистрибуция |
| Испания        | 9 мая 2014   | Sony Music        | CD, Цифровая дистрибуция |
| Франция        | 12 мая 2014  | Sony Music        | CD, Цифровая дистрибуция |
| Великобритания | 12 мая 2014  | Epic Records      | CD, Цифровая дистрибуция |
| Италия         | 13 мая 2014  | Sony Music        | CD, Цифровая дистрибуция |
| Канада         | 13 мая 2014  | Sony Music        | CD, Цифровая дистрибуция |
| Россия         | 13 мая 2014  | Sony Music        | CD, Цифровая дистрибуция |
| США            | 13 мая 2014  | Epic Records, MJJ | CD, Цифровая дистрибуция |
| Мексика        | 15 мая 2014  | Sony Music        | CD, Цифровая дистрибуция |
| Япония         | 21 мая 2014  | Sony Music Japan  | CD                       |
| Индия          | 29 мая 2014  | Sony Music        | CD                       |
| США            | 10 июня 2014 | Epic Records, MJJ | LP                       |